# Génius (seriál)
Génius (v anglickém originále Genius) je americký životopisný dramatický televizní seriál, vytvořený Noem Pinkem a Kennethem Billerem, jehož úvodní díl měl premiéru 25. dubna 2017 na stanici National Geographic. První řada mapuje život Alberta Einsteina, od jeho raných let, přes jeho kariérní dráhu jako patentového úředníka, až do jeho pozdějších let jako slavného fyzika, který vytvořil teorii relativity. Seriálová řada je založena na knize Einstein: Jeho život a vesmír od Waltera Isaacsona.
19. dubna 2017 stanice National Geographic objednala druhou řadu, která se zaměřuje na Pabla Picassa a premiéra byla stanovena na 24. dubna 2018. 18. dubna 2018 stanice National Geographic objednala třetí řadu, která měla mapovat život spisovatelky Mary Shelleyové. Nakonec se ale jedná o zpěvačku Arethu Franklin. Třetí řada bude měla premiéru 21. března 2021. V prosinci 2020 stanice National Geographic objednala čtvrtou řadu, která má být vydána na Disney+ a má sledovat život Martina Luthera Kinga a Malcolma X.

## Obsazení

### První řada

#### Hlavní role
- Geoffrey Rush jako starší Albert Einstein
- Johnny Flynn jako mladší Einstein
- Samantha Colley jako Mileva Marić
- Richard Topol jako Fritz Haber
- Michael McElhatton jako Philipp Lenard
- Emily Watson jako starší Elsa Einstein
- Gwendolyn Ellis jako mladší Elsa
- Ralph Brown jako Max Planck

#### Vedlejší role
- Robert Lindsay jako Hermann Einstein
- Claire Rushbrook jako Pauline Einstein
- Helen Monks jako Maja Einstein
- Edward Akrout jako Laurent Debienne
- Nicholas Rowe jako Jost Winteler
- Lucy Russell jako Pauline Winteler
- Shannon Tarbet jako Marie Winteler
- Alicia von Rittberg jako Anna Winteler
- George Webster jako Julius Winteler
- Henry Goodman jako Walther Rathenau
- Alistair Petrie jako Heinrich Friedrich Weber
- Jon Fletcher jako Marcel Grossmann
- Seth Gabel jako Michele Besso
- Sally Dexter jako starší Mileva Marić
- Nikola Đuričko jako Leó Szilárd
- David Dencik jako Niels Bohr
- Predrag Bjelac jako Miloš Marić
- Catherine McCormack jako Marija Ružić–Marić
- Charity Wakefield jako Betty
- Jodhi May jako Helen Dukjako
- Zoe Telford jako Clara Haber
- T. R. Knight jako J. Edgar Hoover
- Vincent Kartheiser jako Raymond H. Geist
- Eugene Simon jako Eduard Einstein

### Druhá řada

#### Hlavní role
- Antonio Banderas jako Pablo Picasso
- Alex Rich jako mladší Picasso
- Clémence Poésy jako Françoise Gilot
- Robert Sheehan jako Carlos Casagemas
- Poppy Delevingne jako Marie-Thérèse Walter
- Sofia Doniants jako Olga Khokhlova
- Aisling Franciosi jako Fernande Olivier
- Sebastian Roché jako Emile Gilot
- Samantha Colley jako Dora Maar
- T. R. Knight jako Max Jacob
- Seth Gabel jako Guillaume Apollinaire
- Johnny Flynn jako Alain Cuny

## Seznam dílů

### První řada: Einstein (2017)
| Č. v seriálu | Č. v řadě | Původní název           | Český název                    | Režie        | Scénář                                          | Premiéra v USA  | Sledovanost v USA (v milionech) |
| ------------ | --------- | ----------------------- | ------------------------------ | ------------ | ----------------------------------------------- | --------------- | ------------------------------- |
| 1            | 1         | Chapter One             | Kapitola první                 | Ron Howard   | námět: Noah Pink a Ken Biller scénář: Noah Pink | 25. dubna 2017  | 1,38                            |
| 2            | 2         | Chapter Two             | Kapitola druhá                 | Minkie Spiro | Angelina Burnett                                | 2. května 2017  | 1,05                            |
| 3            | 3         | Chapter Three           | Kapitola třetí                 | Minkie Spiro | Mark Lafferty                                   | 9. května 2017  | 1,02                            |
| 4            | 4         | Chapter Four            | Kapitola čtvrtá                | Kevin Hooks  | Noah Pink                                       | 16. května 2017 | 0,93                            |
| 5            | 5         | Chapter Five            | Kapitola pátá                  | Kevin Hooks  | Raf Green                                       | 23. května 2017 | 0,94                            |
| 6            | 6         | Chapter Six             | Kapitola šestá                 | James Hawes  | Brian Peterson                                  | 30. května 2017 | 1,02                            |
| 7            | 7         | Chapter Seven           | Kapitola sedmá                 | James Hawes  | Kelly Souders                                   | 6. června 2017  | 1,06                            |
| 8            | 8         | Chapter Eight           | Kapitola osmá                  | Ken Biller   | Angelina Burnett a Francesca Butler             | 13. června 2017 | 1,05                            |
| 9-10         | 910       | Chapter NineChapter Ten | Kapitola devátáKapitola desátá | Ken Biller   | Ken Biller a Raf GreenMark Lafferty             | 20. června 2017 | 1,04                            |

### Druhá řada: Picasso (2018)
| Č. v seriálu | Č. v řadě | Původní název          | Český název                  | Režie          | Scénář                           | Premiéra v USA  | Premiéra v ČR   | Sledovanost v USA (v milionech) |
| ------------ | --------- | ---------------------- | ---------------------------- | -------------- | -------------------------------- | --------------- | --------------- | ------------------------------- |
| 11-12        | 12        | Chapter OneChapter Two | Kapitola prvníKapitola druhá | Ken Biller     | Ken Biller                       | 24. dubna 2018  | 22. dubna 2018  | 0,72 0,52                       |
| 13           | 3         | Chapter Three          | Kapitola třetí               | Kevin Hooks    | Brian Peterson a Kelly Souders   | 1. května 2018  | 29. dubna 2018  | 0,26                            |
| 14           | 4         | Chapter Four           | Kapitola čtvrtá              | Kevin Hooks    | Raf Green                        | 8. května 2018  | 6. května 2018  | 0,35                            |
| 15           | 5         | Chapter Five           | Kapitola pátá                | Laura Belsey   | Noah Pink                        | 15. května 2018 | 13. května 2018 | 0,33                            |
| 16           | 6         | Chapter Six            | Kapitola šestá               | Laura Belsey   | Matthew Newman                   | 22. května 2018 | 20. května 2018 | 0,33                            |
| 17           | 7         | Chapter Seven          | Kapitola sedmá               | Greg Yaitanes  | Wendy Riss                       | 29. května 2018 | 27. května 2018 | 0,26                            |
| 18           | 8         | Chapter Eight          | Kapitola osmá                | Greg Yaitanes  | Stephanie K. Smith               | 5. června 2018  | 3. června 2018  | 0,27                            |
| 19           | 9         | Chapter Nine           | Kapitola devátá              | Mathias Herndl | Raf Green a Ali Gordon-Goldstein | 12. června 2018 | 10. června 2018 | 0,27                            |
| 20           | 10        | Chapter Ten            | Kapitola desátá              | Mathias Herndl | Matthew Newman a Noah Pink       | 19. června 2018 | 17. června 2018 | 0,34                            |